# (32197) 2000 OV
2000 أو في (ويعرف أيضًا باسم (32197) 2000 أو في وفق تسمية الكوكب الصغير) (بالإنجليزية: 2000 OV)‏ هو كويكب ضمن حزام الكويكبات؛ وترتيبه 32197 من حيث الاكتشاف.
اكتُشف هذا الجُرم الفلكي بواسطة جون بروفتون في 24 يوليو 2000.

## وصلات خارجية
- (32197) 2000 OV في قاعدة بيانات مختبر الدفع النفاث لأجرام النظام الشمسي الصغيرة

- الاكتشاف · مخطط المدار ·  العناصر المدارية · المعلمات المادية

- (32197) 2000 OV على موقع ويكي سكاي: DSS2, SDSS, GALEX, IRAS, Hydrogen α, X-Ray, Astrophoto, Sky Map, Articles and images